# Ignacij Nadrah
Ignacij Nadrah, slovenski duhovnik in kandidat za svetnika, * 24. december 1868, Stična, † 17. november 1951, Ljubljana.
Med letoma 1894 in 1896 je bil kaplan v Metliki. Bil je konzistorilani svetnik, rektor semenišča, oficial cerkvenega semenišča in infulirani stolni prošt v Ljubljani.
Kot generalni vikar je bil drugi na škofiji za škofom Gregorijem Rožmanom. 7. aprila 1941, dan po začetku 2. svetovne vojne v Sloveniji, je škof Rožman določil vrsto generalnih vikarjev, ki bi vodili škofijo v primeru, če se njemu kaj zgodi. Nadrah je bil tako prvoimenovani v tej vrsti in je 5. maja 1945, ko je škof prebegnil na Koroško v Avstrijo, prevzel vodstvo škofije. To funkcijo je opravljal le do 14. junija, ko ga je nova komunistična oblast zaprla, brez da bi ga postavila pred sodišče. Oblast mu je očitala predvsem govor, ki ga je imel 31. maja 1942 na Žalah na pogrebu duhovnika Lamberta Ehrlicha, ki ga je Varnostno-obveščevalna služba likvidirala na Streliški ulici v  Ljubljani 26. maja 1942. Pogrebni obred bi sicer moral voditi škof Rožman, ki pa se je ravno takrat mudil v Rimu, tako je bil tja poslan Nadrah. Nadrah je med drugim v govoru povedal: »Krščanstvo in komunizem sta dva nespravljiva sovražnika. Če zmaga krščanstvo, mora zginiti komunizem; če zmaga komunizem, bo njegova zmaga konec krščanstva. Tega se je profesor Ehrlich živo zavedal, zato je napovedal komunizmu neizprosen boj, ki ga je bojeval z občudovanja vrednim pogumom. To je bilo hudodelstvo in zato je moral umreti.« Iz zapora je bil izpuščen 8. septembra 1945.
Leta 2010 je bila izdana njegova knjiga Spomini in semeniška kronika 1941-1944 Ignacija Nadraha (COBISS).